# Bistum Wote
Das Bistum Wote (lat.: Dioecesis Votensis) ist eine in Kenia gelegene römisch-katholische Diözese mit Sitz in Wote. Das Bistum umfasst den Makueni County.

## Geschichte
Das Bistum Wote wurde von Papst Franziskus am 22. Juli 2023 aus Gebietsabtretungen des Bistums Machakos errichtet und dem Erzbistum Nairobi als Suffraganbistum unterstellt. Zum ersten Diözesanbischof des neuen Bistums ernannte der Papst mit gleichem Datum den bisherigen Bischof von Embu, Paul Kariuki Njiru. Die bisherige Pfarrkirche St. Joseph the Worker in Wote wurde zur Kathedrale des Bistums erhoben.